# 十字盾虫属
十字盾虫属（学名：Stauraspis）为穿盾虫科的一个属。

## 下属物种
本属包括以下物种：
- 猬形十字盾虫 Stauraspis echinoides (Haeckel, 1887)